# Johan Stenflo
Per Johan Stenflo, född 1940 i Jönköping, är en svensk läkare och kemist. Han tog läkarexamen 1968 i Lund och disputerade 1973 vid Lunds universitet där han 1984 blev professor i klinisk kemi. Bland hans forskningsinsatser finns uppmärksammade upptäckter kring biosyntesen av protrombin.
Stenflo invaldes 1985 som ledamot av Vetenskapsakademien.